# Trofeu Laigueglia 2016
El Trofeu Laigueglia 2016 va ser la 53a edició del Trofeu Laigueglia. Es disputà el 14 de febrer de 2016 sobre un recorregut de 192,5 km amb sortida i arribada a Laigueglia, a la Ligúria. La cursa formava part de l'UCI Europa Tour amb una categoria 1.HC.
El vencedor final fou l'italià Andrea Fedi (Southeast-Venezuela) que s'imposà amb dos segons d'avantatge sobre un grup perseguidor. Sonny Colbrelli (Bardiani CSF) i Grega Bole (Nippo-Vini Fantini) completaren el podi.

## Equips
L'organització convidà a prendre part en la cursa a tres equips World Tour, vuit equips continentals professionals, sis equips continentals i un equip nacional:
- equips World Tour: AG2R La Mondiale, FDJ, Lampre-Merida
- equips continentals professionals: Androni Giocattoli-Sidermec, Bardiani CSF, Delko-Marseille Provence-KTM, Gazprom-RusVelo, Nippo-Vini Fantini, Novo Nordisk, Team Roth, Southeast-Venezuela
- equips continentals: Amore & Vita-Selle SMP, Christina Jewelry, D'Amico Bottecchia, GM Europa Ovini, Norda-MG.Kvis, Unieuro Wilier
- equips nacionals: Itàlia

## Classificació final
|    | Cilista                 | Equip                       | Temps      |
| -- | ----------------------- | --------------------------- | ---------- |
| 1  | Andrea Fedi (ITA)       | Southeast-Venezuela         | 5h 00' 55" |
| 2  | Sonny Colbrelli (ITA)   | Bardiani CSF                | + 2"       |
| 3  | Grega Bole (SLO)        | Nippo-Vini Fantini          | + 2"       |
| 4  | Fabio Felline (ITA)     | Itàlia                      | + 2"       |
| 5  | Francesco Gavazzi (ITA) | Androni Giocattoli-Sidermec | + 2"       |
| 6  | Diego Ulissi (ITA)      | Lampre-Merida               | + 2"       |
| 7  | Arthur Vichot (FRA)     | FDJ                         | + 2"       |
| 8  | Matteo Busato (ITA)     | Southeast-Venezuela         | + 2"       |
| 9  | Matteo Montaguti (ITA)  | AG2R La Mondiale            | + 2"       |
| 10 | Pierre Latour (FRA)     | AG2R La Mondiale            | + 8"       |